# Acmopolynema vittatipenne
Acmopolynema vittatipenne är en stekelart som först beskrevs av Dozier 1932.  Acmopolynema vittatipenne ingår i släktet Acmopolynema och familjen dvärgsteklar. Inga underarter finns listade i Catalogue of Life.